# وودی استرود
وودی استرود (به انگلیسی: Woody Strode) هنرپیشهٔ اهل ایالات متحده آمریکا بود.

## زندگی‌نامه
در سال ۱۹۱۴ میلادی در لس آنجلس زاده شد. وی نخستین بار در فیلم غروب (۱۹۴۱) به ایفای نقش پرداخت.
او ستارهٔ لیگ راگبی کانادا بود و سپس کشتی‌گیر کشتی حرفه‌ای و یکی از بهترین‌های دههٔ ۱۹۴۰ میلادی شد. استرود فارغ‌التحصیل از دانشگاه یوسی‌ال‌ای است. وی در سال ۱۹۹۵ درگذشت.

## گزیده فیلمشناسی
از فیلم‌ها یا برنامه‌های تلویزیونی که وی در آن نقش داشته‌است می‌توان به آثار زیر اشاره کرد.
- دلیجان (فیلم) (۱۹۳۹)
- آندروکلس و شیر (۱۹۵۲)
- ده فرمان (فیلم ۱۹۵۶) (۱۹۵۶)
- بوکانیر (فیلم ۱۹۵۸) (۱۹۵۸)
- اسپارتاکوس (فیلم) (۱۹۶۰)
- مردی که لیبرتی والانس را کشت (۱۹۶۲)
- چنگیزخان (فیلم ۱۹۶۵) (۱۹۶۵)
- حرفه‌ای‌ها (فیلم ۱۹۶۶) (۱۹۶۶)
- روزی روزگاری در غرب (۱۹۶۸)
- چه! (۱۹۶۹)
- بوت هیل (فیلم) (۱۹۶۹)
- ارتباط ایتالیایی (۱۹۷۲)
- تپانچه‌های پُر (۱۹۷۵)
- پارتیزان (فیلم) (۱۹۸۳)
- انجمن پنبه (۱۹۸۴)
- گروه تعقیب (۱۹۹۳)
- برنده و بازنده (۱۹۹۵)